# Axel Laurell
Axel Gustaf Laurell, född den 28 maj 1839 i Ölme socken, Värmlands län, död den 1 augusti 1927 i Stockholm, var en svensk militär. Han var bror till Edward Laurell.
Laurell blev student vid Uppsala universitet 1857. Han blev underlöjtnant vid Närkes regemente 1858, löjtnant där 1864, kapten där 1875, major där 1886 och överstelöjtnant där 1890. Laurell blev överste och chef för Västernorrlands regemente 1893. Han fick avsked med tillstånd att som överste kvarstå i armén 1899. Laurell var kommendant för Stockholms garnison 1899–1909. Han blev riddare av Svärdsorden 1881, kommendör av andra klassen av samma orden 1896 och kommendör av första klassen 1901. Laurell vilar på Norra begravningsplatsen utanför Stockholm.